# World Wide Technology Raceway at Gateway
Der World Wide Technology Raceway (ehemals Gateway Motorsports Park und zuvor Gateway International Raceway) ist eine Rennstrecke bei Madison im US-Bundesstaat Illinois. Auf dem 1,25 Meilen langen Oval werden Rennen der NASCAR Nationwide Series und Craftsman Truck Series sowie der IndyCar Series veranstaltet. Zum Gateway International Raceway gehört auch eine Viertelmeile-Beschleunigungsstrecke für Dragster-Rennen der National Hot Rod Association.

## Geschichte

Start des Indycar-Laufs 2022 auf dem Speedway

Das Oval wurde 1995–1996 auf dem Gelände des ehemaligen St. Louis International Raceway, eines seit 1967 bestehenden Dragways der 1985 um einen 4,184 km langen Straßenrundkurs erweitert wurde, gebaut. 1994 erwarb der Promotor des Long Beach Grand Prix, Chris Pook, die Anlage, um auf ihrem Gelände einen Speedway mit integriertem Straßenrundkurs anlegen zu lassen. Die Eröffnung erfolgte am 24. Mai 1997 mit einem Rennen der Champ-Car-Serie.
Dover Motorsports war bis 2010 Eigentümer der Strecke. Nachdem sie zwei Jahre geschlossen war, wurde die Strecke 2012 wiedereröffnet und zu Gateway Motorsports Park umbenannt.
Obwohl die Strecke nach modernen NASCAR-Standards relativ kurz ist, wird dies nicht durch starke Kurvenüberhöhungen ausgeglichen. Vielmehr ist die Strecke einzigartig, da die Überhöhungen in den Kurven unterschiedlich sind und die Kurven selbst zudem unterschiedliche Radien aufweisen.

NASCAR Cup-Series Premiere 2022

Im Infield befindet sich ein zusätzlicher Straßenkurs, der von Sportwagen- und Motorradclubs während der Sommermonate genutzt wird. 1995 fand auf diesem Kurs ein Rennen der AMA Superbike-Meisterschaft ausgetragen, das vom Kanadier Miguel Duhamel gewonnen wurde. 1998 startete die TransAm-Series auf dem Infield-Kurs.
2017 kehrte die Indy Car Series auf die Strecke zurück. 2022 startete erstmals die NASCAR Cup Series auf dem Oval.

## Rekorde
- NASCAR Nationwide Series Qualifying: Martin Truex junior, 33,328 s (135,022 mph), 2005
- NASCAR Nationwide Series Rennen: Carl Edwards, 2:05:54 (119,142 mph), 29. Juli 2006
- NASCAR Craftsman Truck Series Qualifying: Ted Musgrave, 33,294 s (135,159 mph), 2005
- NASCAR Craftsman Truck Series Rennen: Jack Sprague, 1:45:31 (113,726 mph), 7. Mai 2000